# Anthurium llanense
Anthurium llanense är en kallaväxtart som beskrevs av Thomas Bernard Croat. Anthurium llanense ingår i släktet Anthurium och familjen kallaväxter. Inga underarter finns listade.